# Marcelo Baron Polanczyk
Marcelo Baron Polanczyk (* 19. Januar 1974 in Santa Rosa) ist ein ehemaliger brasilianischer Fußballspieler.

## Karriere
Baron begann seine Karriere 1990 bei SC Internacional und spielte unter anderem auch bei Chapecoense und Santa Cruz FC. 1996 unterschrieb er einen Vertrag beim japanischen Zweitligisten Ventforet Kofu. 1997 kehrte er nach Brasilien zurück. Hier unterschrieb er einen Vertrag bei Sampaio Corrêa FC. 1998 wechselte er zu Ventforet Kofu. Als er auch in der Japan Football League mit 31 Toren Zweiter in der Torschützenliste. 1999 wechselte er zum Erstligisten JEF United Ichihara. In der Saison 1999 schoss er 17 Tore und wurde Dritter in der Torschützenliste der Liga. 2001 wechselte er zu Shimizu S-Pulse. 2001 gewann er mit dem Verein den Kaiserpokal. Im Finale gegen Cerezo Osaka erzielte er das entscheidende 3:2 und verhalf Shimizu somit zu seinem ersten Titel. 2003 wechselte er zu Cerezo Osaka. 2003 erreichte er das Finale des Kaiserpokal. Von 2004 bis 2006 war er außerdem noch bei den Vereinen Ventforet Kofu, Kashima Antlers, Vegalta Sendai, Vissel Kōbe und Avispa Fukuoka unter Vertrag. 2007 kehrte er nach Brasilien zurück.

## Erfolge
Internacional
- Staatsmeisterschaft von Rio Grande do Sul: 1991, 1992

Santa Cruz
- Staatsmeisterschaft von Pernambuco: 1995

Sampaio Corrêa
- Staatsmeisterschaft von Maranhão: 1997

Shimizu S-Pulse
- Japanischer Pokalsieger: 2001